# Stefanie Gottschlich
Stefanie Gottschlich (* 5. August 1978 in Wolfsburg) ist eine ehemalige deutsche Fußballspielerin.

## Karriere

### Vereine
Ihre fußballerische Grundausbildung erhielt die gelernte Kauffrau für Bürokommunikation beim SV Eischott. Später spielte sie in der Fußball-Bundesliga für den WSV Wendschott, dessen Frauenfußballmannschaft 2003 im VfL Wolfsburg aufgegangen ist.

### Nationalmannschaft
Ihren größten Erfolg erzielte Gottschlich zusammen mit der Nationalmannschaft, als 2003 die Fußball-Weltmeisterschaft gewonnen werden konnte. Gottschlich spielte bei diesem Turnier in allen sechs Spielen und erzielte einen Treffer. Darüber hinaus gewann sie die Bronzemedaille bei den Olympischen Sommerspielen 2000 in Sydney. 2004 wurde sie zu Niedersachsens Fußballer des Jahres gewählt. Anlässlich des Gewinns der Fußballweltmeisterschaft der Frauen 2003 erhielt sie das Silberne Lorbeerblatt.
In der deutschen Nationalmannschaft war die Abwehrspielerin 45 Mal aktiv und erzielte dabei drei Tore.
Nach drei Kreuzbandrissen und insgesamt acht operativen Eingriffen an ihrem linken Knie beendete sie nach einer Meniskusverletzung im August 2006 mit nur 28 Jahren ihre Laufbahn. Im November 2006 bestand sie die Prüfung zur Trainerin mit B-Lizenz.

## Erfolge

### Titel
- Weltmeisterin 2003

### Auszeichnungen
- Silbernes Lorbeerblatt 2001
- Aufnahme in die „Hall of Fame“ des niedersächsischen Sports[2]
- Niedersachsens Fußballerin des Jahres 2004